# Rejoso Pinggir
Rejoso Pinggir is een bestuurslaag in het regentschap Jombang van de provincie Oost-Java, Indonesië. Rejoso Pinggir telt 3415 inwoners (volkstelling 2010).